# Esma Redžepova
Esma Redžepova-Teodosievska (tiếng Macedonia: Есма Реџепова-Теодосиевска phát âm tiếng Macedonia: [ˈɛsma rɛˈdʒɛpɔva tɛɔˈdɔsiɛvska]; 8 tháng 8 năm 1943 – 11 tháng 12 năm 2016) là một ca sĩ, người viết bài hát và nhà hoạt động nhân đạo thuộc sắc tộc Di-gan ở Macedonia. Bởi số lượng đồ sộ bao gồm hàng trăm ca khúc của bà, và đóng góp của bà cho nền văn hóa Di-gan và nâng cao giá trị của nó, cho nên bà được đặt biệt hiệu là Queen of the Gypsies (Nữ hoàng Di-gan).